# Green Lantern: First Flight
Green Lantern: First Flight é um filme de animação americano de 2009, dos gêneros ação e ficção científica, dirigido por Lauren Montgomery, com roteiro de Alan Burnett.
Lançado diretamente em vídeo, o filme é protagonizado pelo super-herói da DC Comics Lanterna Verde (Hal Jordan). A história conta a origem e a missão inicial de Hal Jordan como o primeiro humano a entrar para a Tropa dos Lanternas Verdes. Produzido por Bruce Timm, é mais uma adaptação dos heróis da DC (Universo da Série Animada, criado pela associação da Warner Premiere e Warner Bros. Animation). Outros exemplares são Batman: Gotham Knight e Wonder Woman.

## Personagens
- Hal Jordan, o Lanterna Verde
- Sinestro, oficial sênior da tropa dos Lanternas Verdes
- Boodikka
- Kilowog
- Labella
- Carol Ferris, namorada de Hal Jordan
- Abin Sur
- Tomar Re
- Kanjar Ro
- Appa Ali Apsa, um dos guardiões
- Ganthet, um dos guardiões
- Armeiro de Qward
- Arisia Rrab
- Ranakar, um dos guardiões
- Ch'p

## Sinopse
Antes do surgimento de outras espécies inteligentes no cosmo, os seres que se chamavam a si próprios de Guardiões do Universo concentraram o poder do "elemento verde" (Ion), o mais forte existente, e o usaram para energizar a bateria dos Lanternas Verdes. Contudo, a bateria continha uma falha: a cor amarela, uma das partes do espectro de luz, resistia à energia verde. A maior parte da energia amarela concentrada, chamada de "elemento amarelo" (Parallax), foi escondida pelos Guardiões para impedir que os inimigos a usassem contra eles.
Na Terra, o piloto de testes da "Aviação Ferris" Hal Jordan é recrutado para a Tropa dos Lanternas Verdas pelo moribundo Abin Sur. É indicado para ser seu supervisor de treinamento o respeitado oficial sênior Sinestro, que investigava o assassinato de Abin. Ele tinha sido ferido mortalmente quando perseguia o vilão Kanjar Ro, que tramava em descobrir o local do esconderijo do "Elemento Amarelo".
A tropa dos Lanternas Verdes, juntamente com Hal Jordan e Sinestro, consegue encurralar Kanjar Ro. Mas, quando o vilão aparece assassinado,  a suspeita da autoria do crime recai sobre Hal Jordan, encontrado desacordado ao lado do corpo do inimigo.

## Produção
Segundo o diretor Montgomery, a origem de Jordan já tinha sido contada no filme Justice League: The New Frontier daí "...nós não queríamos gastar todo o tempo contando a mesma história novamente. Então, em Green Lantern: First Flight, a história da origem aparece resumida, antes da abertura dos créditos."